# Tomoe Hvas
Tomoe Zenimoto Hvas (nascido em 1 de junho de 2000) é um nadador norueguês. Ele competiu na borboleta masculina de 50 metros no Campeonato Mundial de Esportes Aquáticos de 2019. Ele vem de Bærum e tem um pai norueguês e mãe japonesa; também residiu no Japão de 2007 a 2010.